# 斯特靈 (北達科他州)
斯特靈（英語：Sterling）是位於美國北達科他州伯利縣的非建制地區。

## 歷史
斯特靈的郵局自1882年營運至今。

## 地理
斯特靈所處的海拔為高於海平面557米（即1828英呎），而該地所採用的時區為UTC-6，即北美中部时区（CST）。同時該地設有夏令時間，為UTC-6調快一小時，即UTC-5（CDT）。